# Енокі (1945)
«Енокі» (Enoki, яп. 榎) — ескортний міноносець Імперського флоту Японії, який взяв участь у Другій світовій війні.

## Історія створення
Корабель, який став тридцятим серед завершених ескортних міноносців типу «Мацу» (та дванадцятим серед таких кораблів підтипу «Татібана»), заклали 14 жовтня 1944 року на верфі ВМФ у Майдзуру. Спущений на воду 27 січня 1945 року, став ло ладу 31 березня того ж року.

## Історія служби
За весь час після завершення «Енокі» не полишав вод Японського архіпелагу. 26 червня 1945-го він підірвався на міні біля західного узбережжя Хонсю, що призвело до вибуху кормового погреба боєзапасу та загибелі корабля, який затонув на мілководді.
У 1948-му «Енокі» підняли та пустили на злам.